# Payal Kapadia
Payal Kapadia (ur. 1986 w Mumbaju) – indyjska reżyserka i scenarzystka filmowa.
Pracę w branży filmowej rozpoczęła od zrealizowania czterech filmów krotkometrażowych. Jej pełnometrażowy debiut, W mroku niepewności (2021), zdobył nagrodę Złotego Oka dla najlepszego dokumentu na 74. MFF w Cannes. 
Kolejny film reżyserki, a zarazem jej pierwsza fabuła, Wszystkie odcienie światła (2024), stał się sensacją na 77. MFF w Cannes, gdzie otrzymał Grand Prix. Był pierwszym od 30 lat indyjskim filmem zakwalifikowanym do canneńskiego konkursu głównego. Fabularnie obraz opowiadał historię dwóch pielęgniarek mieszkających razem w przeludnionym Mumbaju i stanowił poetycki portret ich kobiecej przyjaźni.